# Teleogryllus pulchriceps
Teleogryllus pulchriceps är en insektsart som först beskrevs av Gerstaecker 1869.  Teleogryllus pulchriceps ingår i släktet Teleogryllus och familjen syrsor. Inga underarter finns listade i Catalogue of Life.